# Скотс Милс (град, Орегон)
Скотс Милс (на английски: Scotts Mills) е град в окръг Мариън, щата Орегон, САЩ. Скотс Милс е с население от 312 жители (2000) и обща площ от 0,8 km². Намира се на 129,8 m надморска височина. ЗИП кодът му е 97375, а телефонният му код е 503.